# مسجد بيت المسلمين
مسجد بيت المسلمين (بالصينية: 巴特爾穆斯林清真寺) هو مسجد في مقاطعة ييلان في تايوان وهو أول مسجد في محافظة ييلان.

## التاريخ
أُنشأ مسجد بيت المسلمين في عام 2014 عندما كانت مجموعة من الصيادين من إندونيسيا يعملون في المنطقة يبحثون عن مكان للعبادة. بعد فترة وجيزة، تم تجديد المبنى إلى ما هو عليه اليوم.

## الهندسة المعمارية
يقع المسجد في الطابق العلوي من مبنى أصفر مكون من طابقين. يستخدم الطابق السفلي من المبنى للمكتب الإداري لمنتدى اتصالات البحارة الإندونيسي في تايوان. المبنى مستأجر بتكلفة شهرية قدرها 15000 دولار تايواني جديد.

## أنشطة
تُقام في المسجد بانتظام العديد من الأنشطة والمهرجانات ذات الصلة بالمسلمين. كما أنها مركز تجمع الصيادين العاملين في الموانئ القريبة. المسجد أيضًا مركز للمعلومات والشكاوى للعمال المهاجرين من إندونيسيا.

## المواصلات
يمكن الوصول إلى المسجد على مسافة قريبة جنوب شرق محطة سكة حديد سواو التابعة للسكك الحديدية التايوانية.